# Juego real de Ur

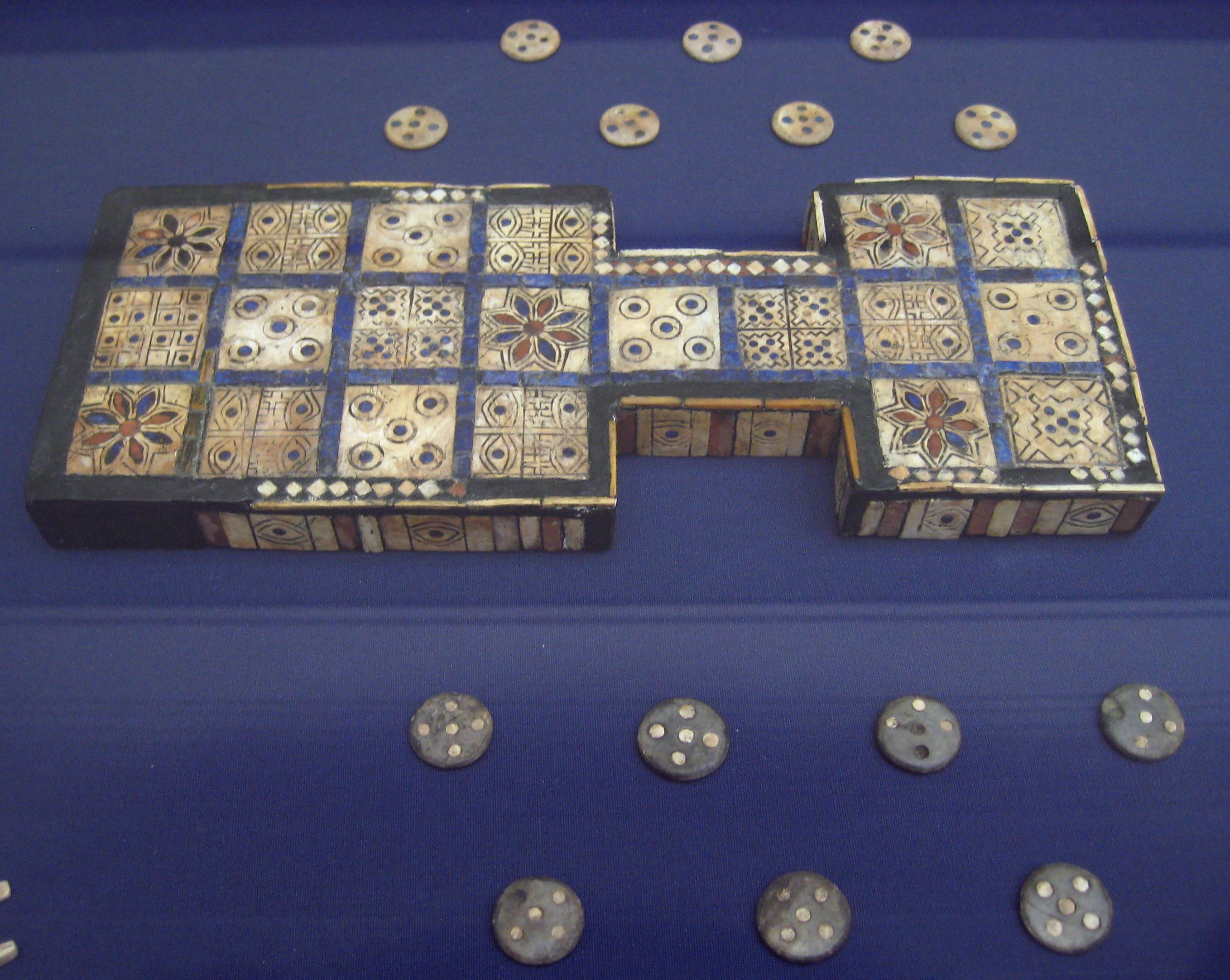
Uno de los 5 tableros encontrados por Sir Leonard Woolley en las tumbas reales de Ur, que ahora se encuentra en el Museo Británico.

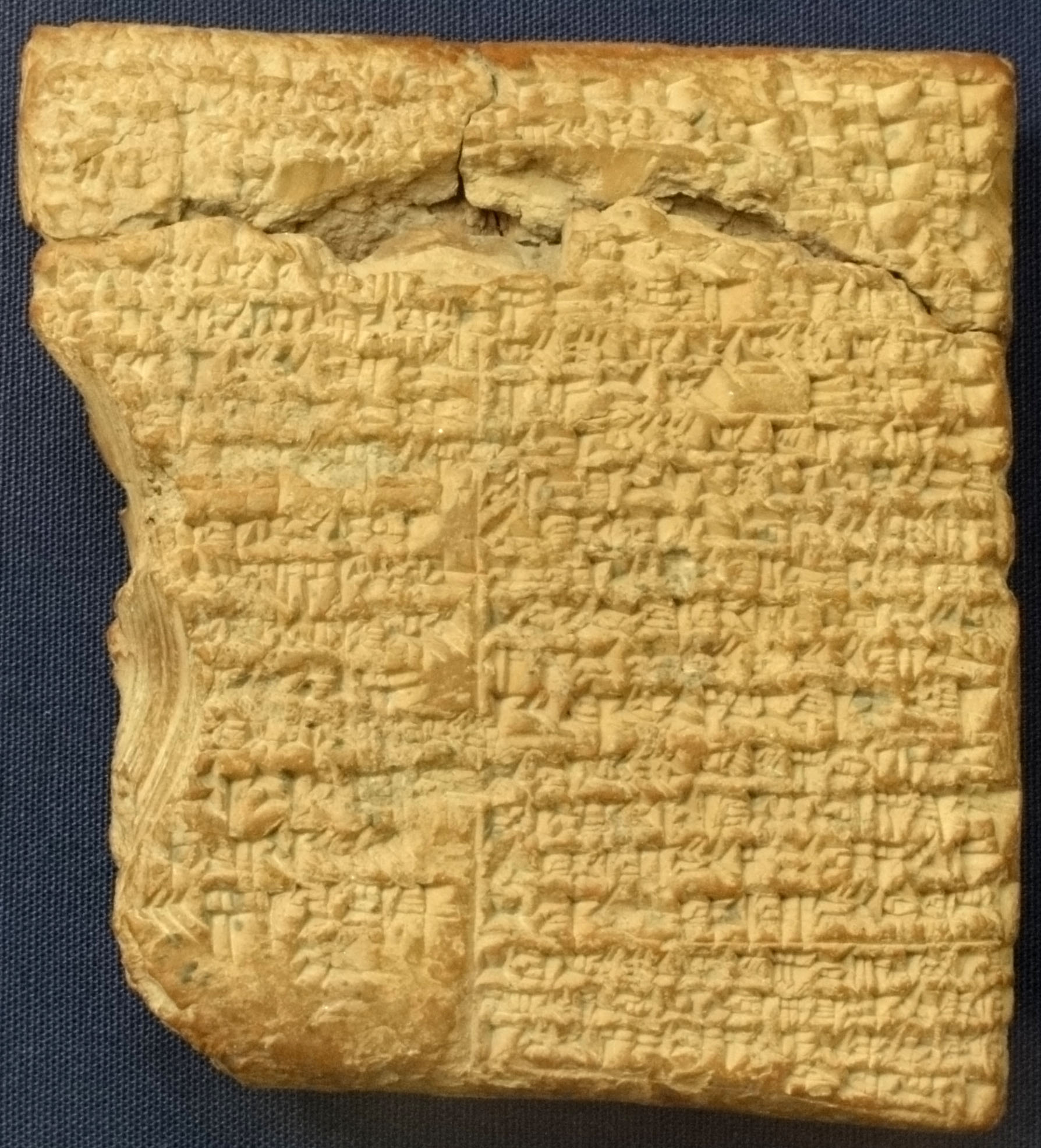
Tabla de reglas del 177 a. C.

Juego real de Ur es la denominación que se dio a dos piezas arqueológicas, interpretadas como juegos de mesa o de tablero, encontradas en las tumbas reales de Ur por Sir Leonard Woolley en la década de 1920. Una de ellas se exhibe en el Museo Británico (Londres).
Son dos tablas con incrustaciones de taracea, que se datan en la Primera Dinastía de Ur, antes del 2600 a. C., lo que las convierte en uno de los ejemplos más antiguos de este tipo de objetos, junto con el antiguo juego egipcio llamado Senet (del que existen registros posiblemente anteriores al siglo XXXIII a. C.) o las 60 piezas halladas en Shahr-i Sokhta (Irán, datado hace cinco mil años).[cita requerida]
El juego real de Ur era jugado por dos jugadores, cada uno con siete fichas (negras y blancas, como en las damas o el ajedrez), y se usaban tres dados tetraedricos. Las reglas del juego son desconocidas pero hay una posible reconstrucción del modo de juego basado en una tablilla de arcilla con escritura cuneiforme de origen babilónico del 177-176 a. C.; y que permite suponer que, como el Senet, era un juego "de carreras" o "persecución", similar a los actuales parchís y backgammon.

El posible movimiento de las piezas sobre el tablero.

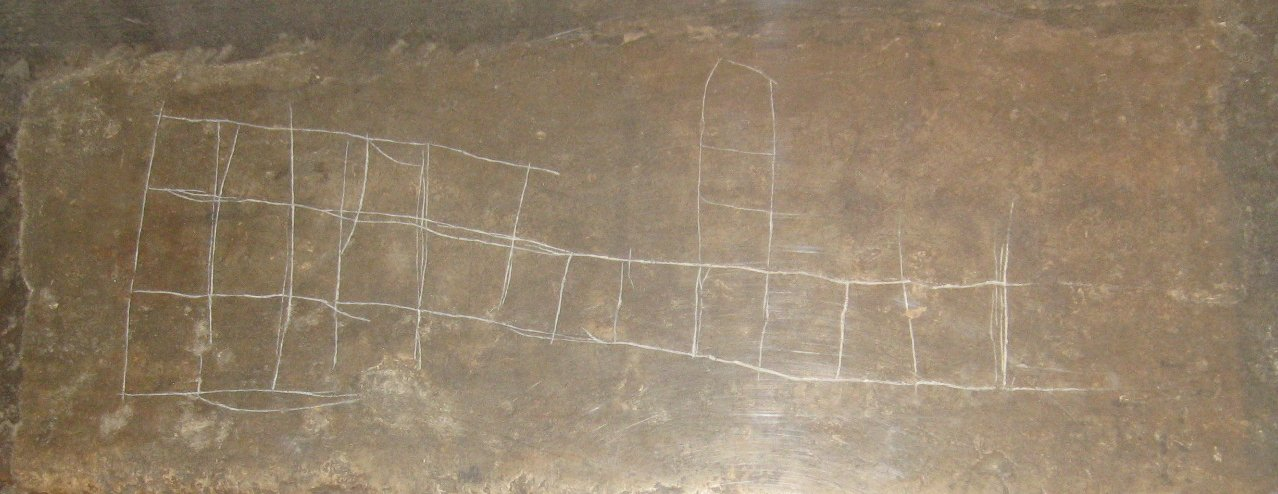
Una versión grafítica del juego en el palacio de Sargón II (Museo Británico de Londres).

Una versión del juego esgrafiada sobre una pared ha sido recientemente descubierta en una de las puertas custodiadas por figuras de Lamasu (toros alados con cabeza humana) del palacio de Sargón II (721-705 a. C.) en Khorsabad, ahora en el Museo Británico. Juegos similares han sido descubiertos en otras esculturas de otros museos.